# Expedition 37
Expedition 37 è la 37ª missione di lunga durata verso la International Space Station (ISS), durata dal settembre al novembre del 2013.

## Equipaggio
| Ruolo               | Settembre 2013                         | Settembre – Novembre 2013               |
| ------------------- | -------------------------------------- | --------------------------------------- |
| Comandante          | Fëdor Jurčichin, Roscosmos Quarto volo | Fëdor Jurčichin, Roscosmos Quarto volo  |
| Ingegnere di volo 1 | Luca Parmitano, ESA Primo volo         | Luca Parmitano, ESA Primo volo          |
| Ingegnere di volo 2 | Karen Nyberg, NASA Secondo volo        | Karen Nyberg, NASA Secondo volo         |
| Ingegnere di volo 3 |                                        | Oleg Kotov, Roscosmos Terzo volo        |
| Ingegnere di volo 4 |                                        | Sergej Rjazanskij, Roscosmos Primo volo |
| Ingegnere di volo 5 |                                        | Michael Hopkins, NASA Primo volo        |

FonteNASA